# Chvojnica, Myjava
Chvojnica este o comună slovacă, aflată în districtul Myjava din regiunea Trenčín. Localitatea se află la altitudinea de 384 m deasupra n.m., se întinde pe o suprafață de 16,35 km2 și în 2017 număra 356 de locuitori.

## Demografie
| An:                | 1994 | 2004   | 2014  | 2024   |
| ------------------ | ---- | ------ | ----- | ------ |
| Număr de persoane: | 428  | 400    | 362   | 329    |
| Diferență:         |      | −6,54% | −9,5% | −9,11% |

| An:                | 2023 | 2024   |
| ------------------ | ---- | ------ |
| Număr de persoane: | 325  | 329    |
| Diferență:         |      | +1,23% |